# Parti ouvrier social-démocrate de Russie
Ne doit pas être confondu avec Parti social-démocrate de Russie.
Pour les articles homonymes, voir parti ouvrier social-démocrate.
Le Parti ouvrier social-démocrate de Russie, ou POSDR (en russe : Российская социал-демократическая рабочая партия, РСДРП), nommé aussi Parti social-démocrate des Travailleurs de Russie ou Parti social-démocrate de Russie, est une organisation politique marxiste révolutionnaire russe fondée en mars 1898. En 1903, le POSDR se divise en deux factions : les bolcheviks et les mencheviks. Le parti bolchevik devient par la suite le Parti communiste de l'Union soviétique.

## Historique
Pour un article plus général, voir Parti communiste de l'Union soviétique.

### La contestation politique dans l'Empire russe

#### Le populisme
Apparu timidement à la fin du XVIIIe siècle dans l'Empire russe, le mouvement contestataire russe a connu sa première heure de gloire lors de l'insurrection décabriste en décembre 1825. L'impitoyable répression policière qui a suivi a étouffé toute contestation politique pendant le règne de Nicolas Ier. Toute remise en cause du système, même légère, était sanctionnée par la condamnation ou l'exil (Fiodor Dostoïevski et le Cercle de Petrachevski, Alexandre Herzen, Nikolaï Ogarev, etc.). La Russie ne connaît pratiquement aucun soubresaut de la révolution de 1848, qui secoue pourtant toute l'Europe centrale. Cette rigidité du système a conduit la contestation à se radicaliser et à s'élargir. Divers groupements de lutte contre le régime tsariste apparaissent plus ou moins durablement : Cercle Tchaïkovski, Terre et Liberté, Volonté du Peuple (Narodnaïa Volia), Partage Noir, etc. L'influence du socialisme occidental est importante, (en particulier Charles Fourier), mais le mouvement espère trouver une voie spécifiquement russe vers la révolution : le « populisme ». L'espoir réside dans une forme de réconciliation générale entre l'intelligentsia et la grande masse de la population (la paysannerie, c'est-à-dire le « peuple »). La première voie tentée est l'acculturation (lutte contre l'analphabétisme en particulier). Devant l'échec de cette tentative (1874), une partie des organisations se tourne vers ce que les futurs sociaux-démocrates russes appelleront le « terrorisme individuel ». L'organisation Narodnaïa Volia se réclame ainsi ouvertement « terroriste » et parvient à assassiner l'empereur Alexandre II de Russie le 13 mars 1881 lors d'un attentat à la bombe. Ce coup d'éclat marque la fin de l'organisation, décimée par la répression politique qui suit. Mais le terrorisme politique devient endémique jusqu'à la Première Guerre mondiale dans l'Empire russe…

#### L'influence marxiste
Karl Marx et Friedrich Engels se sont intéressés au mouvement révolutionnaire russe dès sa naissance, en particulier à l’analyse des populistes russes qui préconisaient le passage direct à un socialisme s'appuyant sur les communautés paysannes (mir, obchtchina). En 1883, la première cellule marxiste de Russie, Libération du Travail, est formée par d'anciens populistes : Gueorgui Plekhanov, Pavel Axelrod, Vera Zassoulitch, etc.
L'influence de la pensée marxiste est assez tardive en Russie, mais elle marque profondément la réflexion politique.

« En 1872, la traduction du premier tome du Capital de Marx a été achevée par deux émigrés German Lopatine et Nikolaï Danielson. La censure tsariste estimant que ce texte “scientifique” et bien trop dense sera peu lu en Russie autorise sa diffusion, laquelle constitue ainsi tant la première traduction du Capital que la première publication de l'ouvrage de Marx à l'étranger. Or, contrairement aux attentes des censeurs, Le Capital va connaître un grand succès en Russie (les 3 000 exemplaires sont écoulés en une année), et engendrer des discussions passionnées dans les milieux radicaux russes, ainsi que des polémiques acharnées sur les “destinées du capitalisme en Russie”, selon le titre de l'ouvrage publié en 1882 par Vorontsov (ru), économiste de tendance populiste. »

— Korine Amacher, La Russie 1598-1917 : Révoltes et mouvements révolutionnaires.

### Fondation du Parti

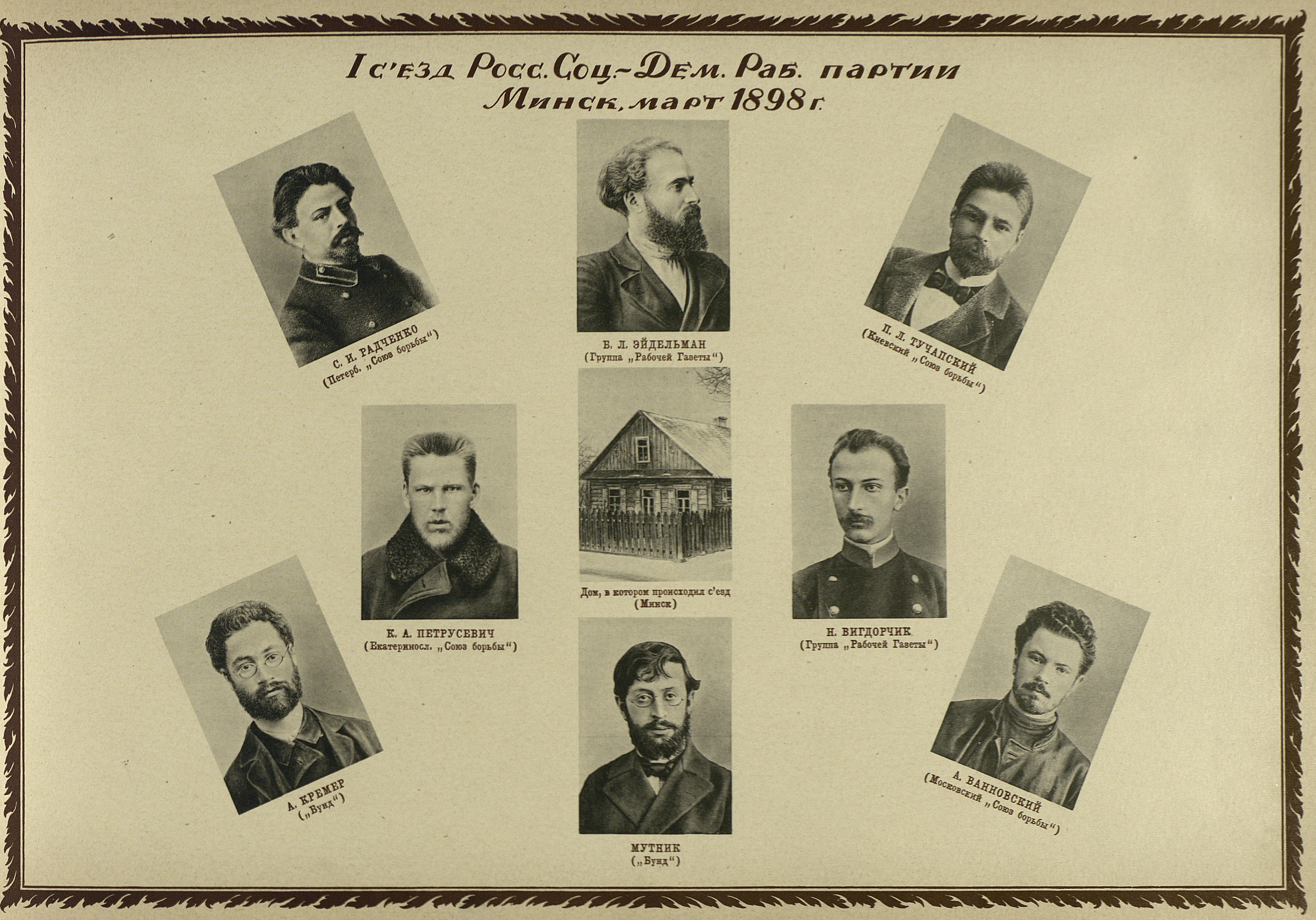
Participants au 1er congrès du POSDR en 1898.

En mars 1898, lors d'un congrès clandestin réuni à Minsk, pour unifier les diverses organisations révolutionnaires (en l'absence de Vladimir Oulianov (futur « Lénine »), alors en exil à Chouchenskoïé, en Sibérie ; le Congrès réunit moins de 15 délégués, venant de trois organisations: le groupe de la Rabotchaia Gazeta de Kiev, les Unions de Lutte pour la libération de la classe ouvrière de Saint-Pétersbourg, de Moscou et d'Ekaterinoslav et l'Union générale des travailleurs juifs (le Bund, créé en 1897). L'unique délégué ouvrier présent au Congrès était un militant du Bund. Ce congrès procéda à l'élection d'un Comité Central composé par trois personnes : Boris Eidelman (de la Rabotchaia Gazeta), Arkadi Kremer (du Bund) et Stepan Radchenko (de l'Union de lutte de Saint-Pétersbourg). Pierre Struve était l'un des participants.
Le Congrès adopta un manifeste (dont la rédaction finale fut confiée à Pierre Struve) et fixa des règles de fonctionnement du Parti même si, sur le plan formel, il n'adopta ni programme, ni statuts. Le jeune parti fut durement frappé par la répression tsariste. Peu après sa fondation, des arrestations de masse frappèrent 500 militants et sympathisants. Sept des neuf délégués au Congrès furent emprisonnés. À partir des années 1930, l'historiographie officielle soviétique s'est attachée à minimiser l'importance de ce premier Congrès, le seul pourtant à avoir été organisé sur le territoire de l'Empire russe.

« Le Manifeste lancé au nom du [Ier] congrès laissait encore à désirer sur bien des points. Il restait muet sur la nécessité, pour le prolétariat, de conquérir le pouvoir politique ; il ne disait rien de l'hégémonie du prolétariat, il restait également muet sur les alliés du prolétariat dans sa lutte contre le tsarisme et la bourgeoisie.
Dans ses décisions et dans son Manifeste, le congrès proclamait la création du Parti ouvrier social-démocrate de Russie.
C'est dans cet acte formel, destiné à jouer un grand rôle au point de vue de la propagande révolutionnaire, que réside l'importance du Ier congrès du P.O.S.D.R. »

— Collectif, Histoire du Parti communiste (bolchévik) de l'U.R.S.S., 1938.

### Lutte contre le populisme
Peu de temps après le congrès de Minsk, les neuf membres du Comité Central sont arrêtés. Le POSDR est créé en opposition au narodnichestvo (народничество), le populisme russe, la tactique des révolutionnaires qui rejoindront ultérieurement le Parti socialiste-révolutionnaire (SR, эсеры). Le programme du POSDR se base sur le marxisme. Selon son analyse, en dépit de la prédominance de la petite production agricole en Russie, le vrai potentiel révolutionnaire résiderait dans le prolétariat industriel.

### «Iskristes» contre «économistes»
Avant le second congrès en 1903, un jeune intellectuel nommé Vladimir Ilitch Oulianov (Владимир Ильич Ульянов) rejoint le parti. En 1901, de l'étranger où ils étaient venus rejoindre les anciens immigrés du groupe Libération du Travail, Vladimir Oulianov et Julius Martov commencent la publication de l'Iskra (L'Étincelle). Ils voulaient grâce à cette publication bâtir un grand parti centralisant, si nécessaire de façon volontariste, les différents groupes socialistes et cercles ouvriers existant en Russie. En février 1902, Oulianov publie, sous le pseudonyme de « Lénine » (Ленин), l'ouvrage Que faire ?, qui expose sa conception organisationnelle du parti et polémique contre le courant "économiste". En effet, à l'intérieur du POSDR une opposition se développait entre deux tendances : « iskristes » et « économistes ». Le terme économistes désignait les sociaux-démocrates russes qui luttaient plus pour l'amélioration des conditions de vie immédiate des ouvriers que pour la révolution (position logique par rapport à la Deuxième Internationale).

« Ce qui préoccupait surtout Lénine à cette époque, c'était la question des « économistes ». Il comprenait mieux que tout autre que l'« économisme » était le noyau central de la politique de conciliation, de l'opportunisme ; que la victoire de l'« économisme » dans le mouvement ouvrier signifiait la ruine du mouvement révolutionnaire du prolétariat, la défaite du marxisme.
Et Lénine attaqua les « économistes » dès leur apparition.
Les « économistes » prétendaient que les ouvriers devaient mener uniquement la lutte économique ; quant à la lutte politique, il fallait en laisser le soin à la bourgeoisie libérale, que les ouvriers devaient soutenir. Lenine considérait cette propagande des « économistes » comme un reniement du marxisme, une négation de la nécessité, pour la classe ouvrière, d'avoir un parti politique indépendant, une tentative de transformer la classe ouvrière en un appendice politique de la bourgeoisie. […]
Ce fut principalement le journal illégal Iskra, fondé par Lénine, qui mena la lutte contre l'« économisme », pour la création d'un parti politique prolétarien indépendant. »

— Collectif, Histoire du Parti communiste (bolchévik) de l'U.R.S.S.

### La division entre mencheviks et bolcheviks
Le 30 juillet 1903, le second congrès réunit à Bruxelles, puis à Londres émigrés et intellectuels vivant à l'étranger, pour tenter de constituer une force politique unifiée. Le Bund, groupe nationaliste juif, ne participe que partiellement aux travaux du congrès. Ne pouvant obtenir une ligne autonome au sein du parti, leurs délégués quittent le Congrès.
Le parti se scinde ensuite en deux factions le 17 novembre: les bolcheviks (большевик ; de bolchinstvo, « majorité »), dirigés par Lénine et regroupés autour de l'Iskra, et les mencheviks (меньшевик ; de menchinstvo, « minorité »), dirigés par Martov. Le terme de majorité provient du résultat d'un vote effectué au congrès au sujet de questions d'organisation et de stratégie, bien que le parti bolchevik soit resté en minorité politique jusqu'au 25 octobre 1917.
Schématiquement, les bolcheviks rassemblent autour de Lénine un courant en apparence homogène, alors que les mencheviks regroupent différentes tendances : sociaux-démocrates traditionnels, tendance plus à gauche de Julius Martov et tendance « gauchiste » de Léon Trotski. La scission est surtout due aux divergences en matière d'organisation. À la conception léniniste d'un parti de cadres, formé de révolutionnaires professionnels, s'oppose la conception d'un parti de masse, où l'adhésion au parti est ouverte plus largement. Malgré toutes les tentatives de réunification, les deux parties demeurent inconciliables.
Léon Trotski siège au IIe Congrès au titre de délégué de l'Union sibérienne. Après y avoir combattu durement le Bund, il se retrouve lors de la scission du côté menchevik. Il continue alors pour une courte période à collaborer à l'Iskra, contrôlée par les mencheviks. Pour fournir à ses mandants un exposé de son action lors du congrès, il publie en 1904 le Rapport de la délégation sibérienne dans lequel il s'attaque à Lénine, le comparant à Robespierre, l'accusant de mettre le parti « dans un état de siège », de lui « imposer sa poigne de fer », et de transformer « son modeste comité central en comité de salut public ».

### Le POSDR pendant la révolution russe de 1905
Tout comme plus tard en février 1917, la révolution russe de 1905 surprend toutes les composantes du « mouvement ouvrier » russe, à commencer par celles du POSDR. Fidèles à leurs conceptions, les menchéviks voient dans les évènements de 1905 et l'apparition des soviets le moyen de construire enfin le large et véritable parti social-démocrate, les comités ouvriers étant appelés dans l'avenir à se transformer en syndicats. Les bolchéviks eux tentent de plaquer sur la situation la tactique léniniste développée dans Que faire ?. Il s'agit pour eux de « convaincre ces organisations (les soviets) d'accepter le programme du parti social-démocrate comme étant le seul conforme aux vrais intérêts du prolétariat ». Après l'acceptation de ce programme, elles doivent évidemment déterminer leur attitude envers le parti social-démocrate, reconnaître sa direction et finalement se fondre dans ce parti. Cette position sera nuancée après l'arrivée de Lénine qui tout en se méfiant de cet organe spontanément apparu, ne répugnait pas à l'idée d'y travailler.

### Le POSDR et les Douma
Les sociaux-démocrates boycottent les élections de la première Douma d'État de l'Empire russe (avril-juillet 1906), mais sont représentés à la deuxième Douma (février-juin 1907). Ils détiennent avec les socialistes-révolutionnaires 83 sièges. La deuxième Douma est dissoute sous prétexte d'une conspiration subversive de l'armée.
Sous de nouvelles lois électorales, la présence des sociaux-démocrates à la troisième Douma (1907) est réduite à 19. Leur chef de file est Nicolas Tcheidze (Nicolas Tchkhéidzé), brillant orateur. À la quatrième Douma (1912), les sociaux-démocrates sont définitivement divisés. Les mencheviks ont cinq membres et les bolcheviks sept, dont Roman Malinovski, qui s'avérera être un agent de l'Okhrana.

### Le POSDR au pouvoir
Lors de la révolution de Février 1917, les mencheviks sont majoritaires, avec l'appui des sociaux-révolutionnaires. Ils élisent Nicolas Tchkhéidzé à la tête du Comité exécutif du Soviet de Petrograd, qui refuse à plusieurs reprises de participer au gouvernement provisoire successeur du régime tsariste, notamment au poste de ministre du Travail. Irakli Tsereteli accepte de rejoindre le gouvernement d'Alexandre Kerenski aux Postes et Télégraphes, puis à l'Intérieur.
Lors de la révolution d'Octobre, les bolcheviks s'emparent du pouvoir politique : Léon Trotski remplace Nicolas Tchkhéidzé. Lénine devient président du Conseil des commissaires du peuple (ou Sovnarkom).
En novembre-décembre 1917, les élections de l'Assemblée constituante russe ne sont pas favorables aux bolcheviks où ils obtiennent environ 25 % des voix : l'assemblée est dissoute par le pouvoir révolutionnaire lors de sa première réunion le 5 et 6 janvier 1918 et ses membres non bolcheviks sont arrêtés puis emprisonnés.
En mars 1918, le parti bolchevik russe prend le nom de Parti communiste de Russie (bolchévik). La faction menchevik est exclue des soviets en 1918 puis interdite après la révolte de Kronstadt en 1921. En janvier 1934, le parti devient le Parti communiste (bolchevik) d'Union soviétique puis le Parti communiste de l'Union soviétique en octobre 1952.

## Congrès
| Num. | Date                                            | Lieu                                          |
| ---- | ----------------------------------------------- | --------------------------------------------- |
| 1er  | 1 [14] mars 1898 - 3 [16] mars 1898             | Minsk, Empire russe                           |
| 2e   | 17 [30] juillet 1903 - 10 [23] août 1903        | Bruxelles (Belgique) et Londres (Royaume-Uni) |
| 3e   | 12 [25] avril 1905 - 27 avril [10 mai] 1905     | Londres (Royaume-Uni)                         |
| 4e   | 10 [23] avril 1906 - 25 avril [8 mai] 1906      | Stockholm (Suède)                             |
| 5e   | 30 avril [13 mai] 1907 - 19 mai [1er juin] 1907 | Londres (Royaume-Uni)                         |